# ADEN

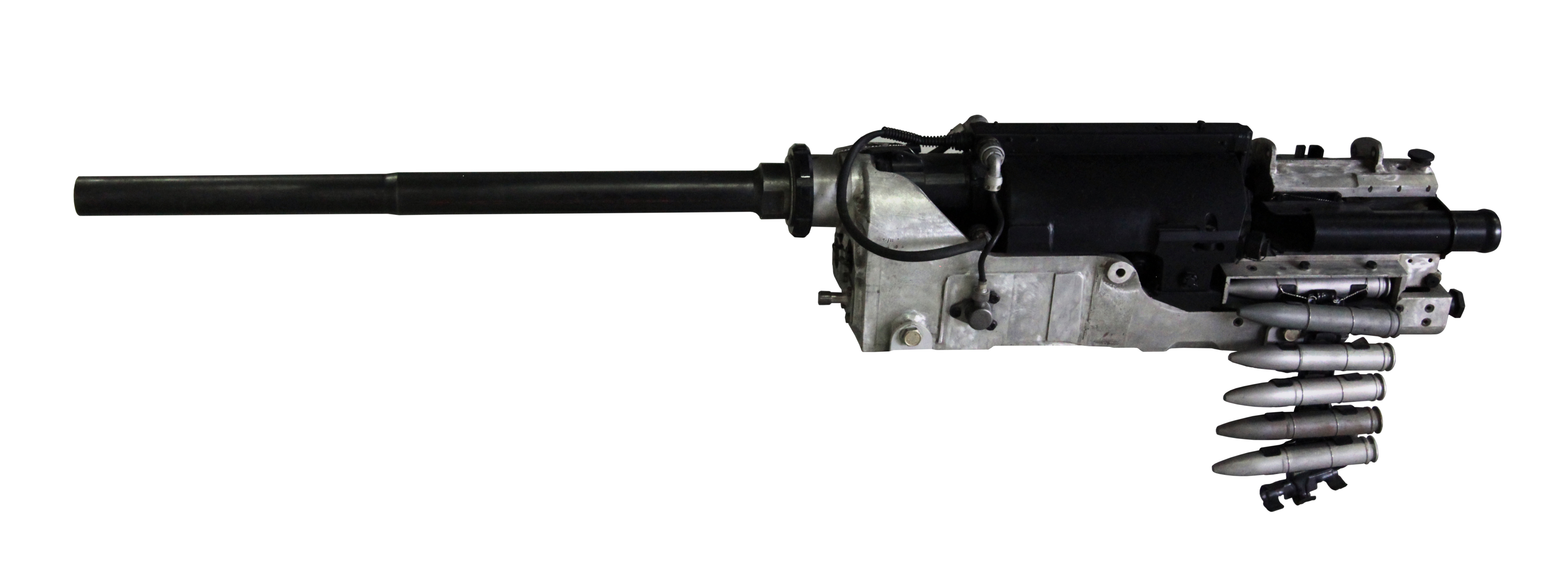
ADEN Mk 4

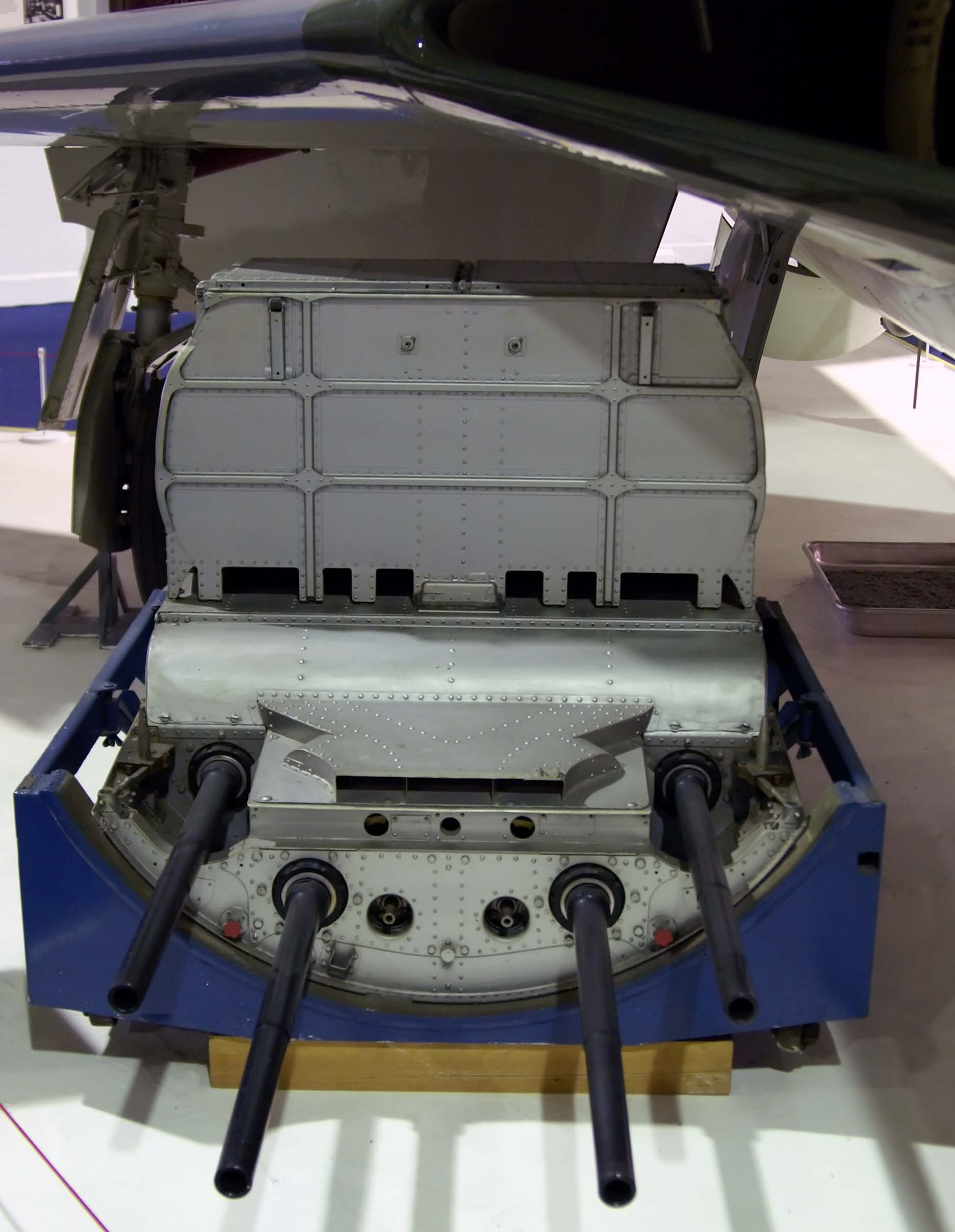
Čtyři kanóny ADEN z letounu Hawker Hunter

Royal Small Arms Factory ADEN je revolverový kanón ráže 30 mm, který se používá v mnoha vojenských letadlech, zejména Royal Air Force a Fleet Air Arm. Vyvinut byl po druhé světové válce na požadavek britského ministerstva letectví ohledně zvýšení smrtonosnosti výzbroje letadel. Odpalovaný je elektricky a je plně automatický jakmile je nabit.
Je založen (jako francouzský DEFA nebo americký Pontiac M39) na mechanismu německého Mauser MG 213, což byl experimentální revolverový kanón určený pro Luftwaffe, který ale nikdy nebyl použit v boji.

## Varianty

### ADEN Mk 4
Úsťová rychlost střely je 741 m/s, což je sice méně nežli u kanónů Hispano-Suiza, které se u britských stíhaček používaly za druhé světové války (850 m/s), ale vzhledem k více než dvojnásobné hmotnosti střely je její účinek mnohem vyšší. Také kadence je s 1.300 střelami za minutu mnohem vyšší.

### ADEN Mk 5
Verze Mk 5 dosáhla dalších menších změn, kromě jiného se zvýšila kadence na 1700 střel/min až na 1900 střel/min. Přitom se použila původní verze kanónu, pouze se upravila mechanika nabíjení. Revolverový buben má u obou verzí 5 komor a je nabíjen z rozložitelného nábojového pásu, který má standardně 150 nábojů.